# Elecciones parlamentarias de Cuba de 2013
Las elecciones indirectas a la octava legislatura de la Asamblea Nacional del Poder Popular de Cuba se llevaron a cabo el 3 de febrero de 2013. Se instalaron 29 957 colegios electorales que abrieron ese día a las siete de la mañana y cerraron a las seis de la tarde, existiendo dos urnas, para depositar las boletas de dos colores diferentes: la verde para los candidatos a diputados, y la blanca correspondiente a los delegados provinciales. Se eligieron a 612 diputados y 1269 delegados provinciales.

## Sistema electoral
La Asamblea Nacional del Poder Popular de Cuba es un parlamento unicameral, que incluye 612 diputados elegidos, uno por cada región. Para ser elegido, un candidato debe obtener al menos el 50% de los votos, de lo contrario el lugar queda vacante y la decisión del Consejo de Estado de Cuba debe someterse a la reelección. Cada distrito está representando a un único candidato respaldado por la Comisión Nacional de los candidatos. De acuerdo con la ley electoral de 50% de los candidatos deben ser empleados municipales, los candidatos restantes provienen de comités que defienden la revolución, grupos de campesinos, estudiantes, mujeres y jóvenes.

## Resultados
| Opción                                                                       | Votos     | %     | Escaños |
| ---------------------------------------------------------------------------- | --------- | ----- | ------- |
| Lista completa                                                               | 6 031 215 | 81,29 | -       |
| Voto selectivo                                                               | 1 387 307 | 18,70 | -       |
| Votos positivos                                                              | 7 418 522 | 94,17 | 612     |
| Votos en blanco                                                              | 364 576   | 4,63  |         |
| Votos nulos                                                                  | 94 808    | 1,20  |         |
| Total                                                                        | 7 877 906 | 100   | 612     |
| Padrón electoral                                                             | 8 668 457 | 90,88 |         |
| Fuentes: Diario Granma,Archivado el 26 de agosto de 2014 en Wayback Machine. |           |       |         |